# Condado de Polk (Nebraska)
El condado de Polk (en inglés: Polk County), fundado en 1856 y con nombre en honor al presidente James K. Polk, es un condado del estado estadounidense de Nebraska. En el año 2000 tenía una población de 5.639 habitantes con una densidad de población de 5 personas por km². La sede del condado es Osceola aunque la ciudad más grande es Stromsburg.

## Geografía
Según la oficina del censo el condado tiene una superficie total de 1142 km² (440,9 mi²), de los que 1137 km² (439 mi²) son tierra y 5 km² (1,9 mi²) (0,43%) son agua.

## Condados adyacentes
- Condado de Butler - este
- Condado de York - sur
- Condado de Hamilton - suroeste
- Condado de Merrick - oeste
- Condado de Platte - norte

## Demografía
Según el censo del 2000 la renta per cápita media de los habitantes del condado era de 37.819 dólares y el ingreso medio de una familia era de 45.081 dólares. En el año 2000 los hombres tenían unos ingresos anuales 30.286 dólares frente a los 19.595 dólares que percibían las mujeres. El ingreso por habitante era de 17.934 dólares y alrededor de un 5.80% de la población estaba bajo el umbral de pobreza nacional.

## Ciudades y pueblos
- Osceola
- Polk
- Shelby
- Stromsburg